# Zaljev Norton
[[Datoteka:|mini|Zaljev Norton]]
Zaljev Norton (eng. Norton Sound, Inupiaq: Imaqpak) je zaljev Beringovog mora na zapadnoj obali američke savezne države Aljaske, južno od poluotoka Seward. Zaljev je dug 240 km, a širok 200 km. Delta rijeke Yukon čini dio južne obale, a voda iz Yukona utječe na ovu vodenu masu. Bez leda je od lipnja do listopada.
Norton Sound istražio je kapetan James Cook u rujnu 1778. Zaljev je nazvao po Sir Fletcheru Nortonu, tadašnjem predsjedniku britanskog Donjeg doma.
Područje Norton Sounda stoljećima je dom Yup'ika i Inupiata. To je granica između dva naroda; Inupiat živi na sjeveru, a Yup'ik na jugu. Grad Nome nalazi se uz sjeverni rub Norton Sounda. Sela Elim, Golovin, Stebbins, White Mountain, Koyuk, Shaktoolik, St. Michael i Unalakleet nalaze se na obalama ili vodenim putovima koji utječu u Norton Sound. Utrka pasa na zaprekama Iditarod Trail vozi se kroz obalna sela između Unalakleeta i Nomea.
Tender za hidroavion USS Norton Sound dobio je ime po zaljevu. Eliot Staples Bering Sea Ice Golf Classic odvija se u zaljevu sredinom ožujka. Nacionalna šuma Nome nalazi se nedaleko od obale Nomea.

## Vanjske poveznice
|  | Zajednički poslužitelj ima još gradiva o temi Zaljev Norton |

- U.S. Geological Survey Geographic Names Information System: Norton Sound